# Усова, Любовь Дмитриевна

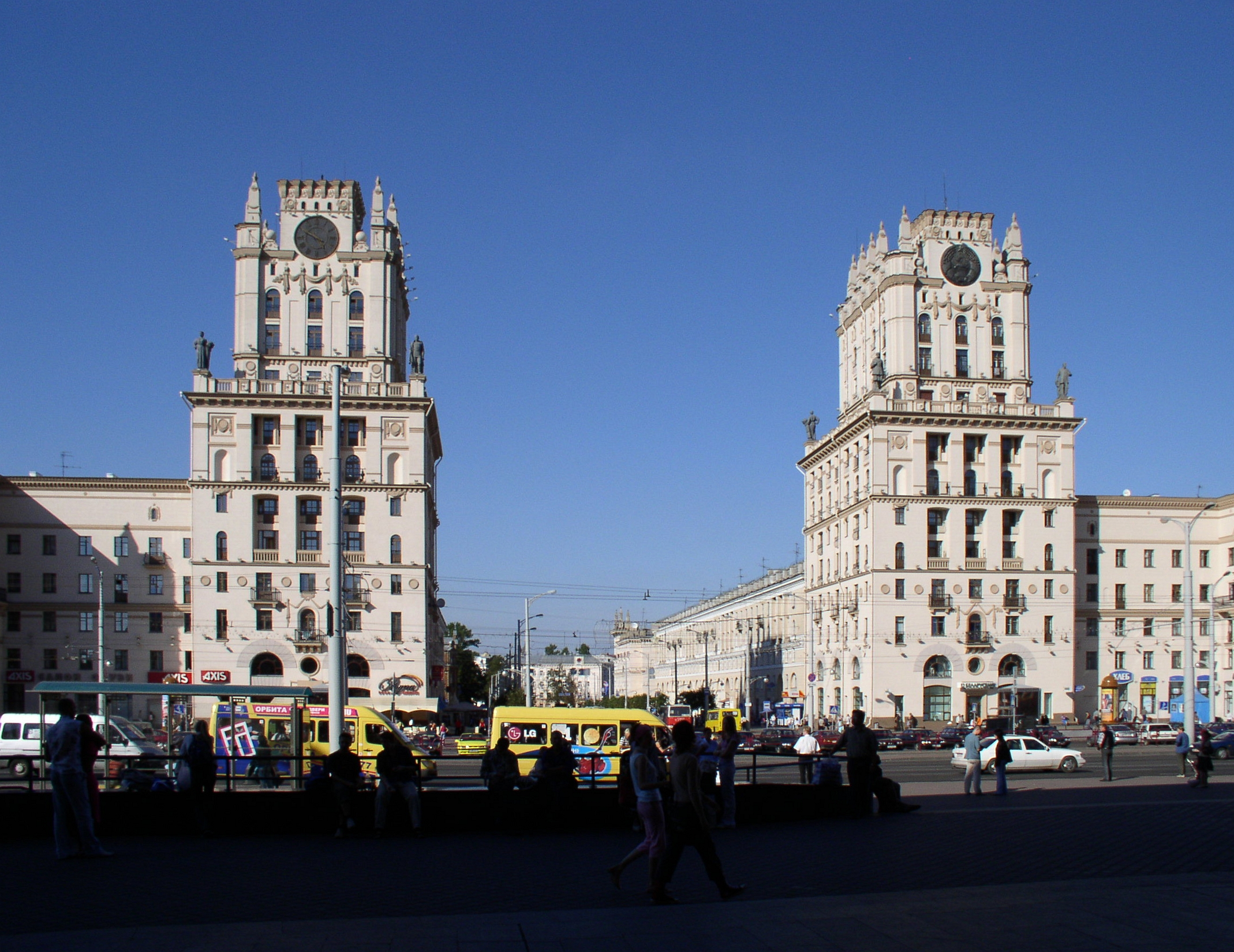
Ворота Минска на Привокзальной площади (арх. Б. Рубаненко, Л. Голубовский, А. Корабельников, Л. Усова, В. Геращенко; 1947—1956)

Любовь Дмитриевна Усова (6 сентября 1921, Иркутск — 2 января 2015) — советский и белорусский архитектор.

## Биография
Родилась 6 сентября 1921 года в Иркутске в семье служащих.
В 1930-х годах с семьёй переехала в Москву, где окончила школу и поступила в Московский архитектурный институт.
Во время Великой Отечественной войны вместе со студентами своего института находилась в эвакуации в Ташкенте, где познакомилась со своим будущим мужем — Василием Иосифовичем Геращенко. Обратно вернулась в 1945 году.
В 1947 году защитила с отличием дипломный проект, после чего по распределению направлена на работу в Минск в архитектурно-планировочную мастерскую при Мингорисполкоме, где работал её муж. В 1951 году родился сын Дмитрий.

## Проекты
Совместно с архитектором А. Воиновым спроектировала Белорусский республиканский театр юного зрителя, Дворец пионеров, здание обкома КПБ (сейчас здесь располагается Исполнительный комитет СНГ). Совместно с Л. Рыминским проектировала и восстанавливала главный корпус БПИ. Выполнила ряд работ по привязке и реконструкции школ, детских садов, проектировала жилые дома совместно с мужем в районе Привокзальной площади, для рабочих Мотовелозавода, жилые кварталы заводов и запчастей электрощитов.
Принимала участие в создании сквера возле театра оперы и балета парка Победы, занималась реконструкцией детского парка имени М. Горького. В 1970-х годах принимала участие в решении проблемы обводнённости и водного благоустройства Минска, в частности выполняла архитектурно-планировочную часть Минского водного каскада — водохранилищ Дрозды и Криница, разрабатывала проекты детальной планировки северо-западной и юго-восточной части водно-зелёного диаметра столицы, восточного и южного берегов Заславского водохранилища и Вячей.

## Награды
За творческую деятельность Любовь Дмитриевна Усова неоднократно награждалась грамотами Верховного Совета БССР, почётными грамотами и грамотами института «Минскпроект», Союзов архитекторов СССР и БССР. В 1989 году занесена в книгу почёта института «Минскпроект».